# Zbrodnie w Złoczówce
Zbrodnie w Złoczówce – zbrodnie dokonane przez UPA we wsi Złoczówka w powiecie dubieńskim w województwie wołyńskim. W dwóch dużych napadach i w kilku pomniejszych mordach zginęło 53 Polaków i 2 Ukraińców.

## Przed zbrodnią
Złoczówka była wsią o zdecydowanej przewadze ludności ukraińskiej, z 30 gospodarstwami polskimi oraz kilkoma czeskimi i rosyjskimi. Mieścił się w niej również folwark.
W roku 1943 w okolicach Złoczówki zaczęło dochodzić do pojedynczych napadów i morderstw dokonywanych przez ukraińskich nacjonalistów: w styczniu zginął Ukrainiec, były członek Komunistycznej Partii Zachodniej Ukrainy, wiosną – jedna polska rodzina. Od kwietnia mieszkańcy otrzymywali, także od niektórych ukraińskich znajomych, informacje o możliwym ataku na polskie gospodarstwa. Część Polaków zdecydowała się w związku z tym na wyjazd ze Złoczówki.

## Pierwszy napad na Złoczówkę
W nocy z 12 na 13 (lub 14 na 15) maja 1943 do wsi wszedł oddział UPA razem z chłopami ukraińskimi ze wsi Nowosiółki i Paszowa, który podpalił i obrabował sześć polskich zagród. Zginęło w nich 12 osób (ustalono tożsamość ośmiu). Następnego dnia ofiary zostały pochowane na miejscowym cmentarzu, a inni mieszkańcy Złoczówki zdecydowali się na wyjazd do Łucka.

## Drugi napad na Złoczówkę
Część Polaków okazjonalnie wracała do porzuconych domów, by uratować chociaż część dobytku, niektórzy pozostawali na stałe. Ponieważ napady nie powtarzały się, powroty były coraz częstsze; ponadto miejscowa ludność ukraińska – która w maju nie brała udziału w ataku na polskich sąsiadów – zachęcała do powrotu, zapewniając, że nowe ataki nie będą miały miejsca. Tymczasem we wsi był już organizowany oddział UPA pod dowództwem Trofima Łyńczuka. 12 lipca jego grupa, zasilona przez chłopów, zaatakowała ponownie polskich mieszkańców Złoczówki. Zamordowano 38 osób, w tym Ukraińca, który w 1939 przeszedł na katolicyzm, a ponadto odmówił wzięcia udziału w ataku na Polaków. UPA oszczędziła pozostałych jeszcze w Złoczówce Czechów, jednak zażądała od nich natychmiastowego wyjazdu pod groźbą śmierci.
Jeszcze pod koniec lipca 1943 ci sami sprawcy zabili w Złoczówce dwie Polki ocalałe z wcześniejszych ataków oraz splądrowali dziewiętnastowieczny kościół Najświętszej Maryi Panny.